# Hits! The Videos
Albums de Erasure
Hits! The Very Best of Erasure
(2003) The Tank, The Swan and The Balloon
(2004)
Hits! The Videos est un double-DVD compilant tous les vidéo-clips du groupe britannique Erasure réalisés entre septembre 1985 et sa date de parution, octobre 2003. C'est le pendant visuel de la compilation CD Hits! The Very Best of Erasure, parue simultanément au coffret DVD. Cette version DVD est cependant beaucoup plus riche et complète que l'édition CD puisqu'elle propose 35 chansons sur le 1er DVD (contre seulement 20 plages sur le CD), assorties de nombreux bonus sur le 2e DVD.
Du fait de leur ancienneté, la plupart des vidéo-clips et des reportages présentent une image au ratio 4/3 et seuls les derniers vidéo-clips, plus récents, sont proposés en 16/9. Quant aux pistes son, les vidéo-clips sont en stéréo PCM tandis que les documentaires sont tous en mono. Doté d'un contenu abondant, ce coffret DVD souffre néanmoins de quelques défauts notoires qui tiennent principalement en l'absence de sous-titrage pour les cinq interviews proposés en suppléments et en une image souvent granuleuse, avec pixellisation notable sur certaines plages. La partie audio du 1er DVD, uniquement disponible en stéréo 2.0, a cependant bénéficié d'un traitement très soigné.
Malgré la sortie de la récente compilation Total Pop! The First 40 Hits (2009), Hits! The Videos reste encore le seul support numérique à rassembler les vidéo-clips d'Erasure. Il ne doit donc pas être confondu avec le DVD Erasure at the BBC (figurant exclusivement dans l'édition Deluxe de la compilation de Total Pop! The First 40 Hits) qui est constitué de séquences d'archives filmées sur des plateaux TV de la BBC.
Hits! The Videos remontant à 2003, quelques vidéo-clips plus récents sont proposés en bonus des DVD The Erasure Show - Live in Cologne (2005), Live at the Royal Albert Hall (2008) et The Complete Tomorrow's World - DVD (2012).

## Dates de parution
- édition initiale : Novembre 2003
- réédition en packaging "de luxe" : le 29 octobre 2007

## Classement parmi les ventes de DVD musicaux
| Pays        | Meilleure position |
| ----------- | ------------------ |
| Royaume-Uni | 4                  |
| Allemagne   | 8                  |

## Ventes
aucun chiffre connu

## Programme principal (1erDVD)
Le 1er DVD comporte les vidéo-clips des 35 singles que le groupe avait réalisés entre 1985 et 2003 :
1. Who Needs Love Like That, 1985
2. Heavenly Action, 1985
3. Oh l'amour, 1986
4. Sometimes, 1986
5. It Doesn't Have to Be, 1987
6. Victim of Love, 1987
7. The Circus, 1987
8. Ship of Fools, 1988
9. Chains of Love, 1988
10. A Little Respect, 1988
11. Stop!, 1988
12. Drama!, 1989
13. You Surround Me, 1989
14. Blue Savannah, 1990
15. Star, 1990
16. Chorus, 1991
17. Love to Hate You, 1991
18. Am I Right?, 1991
19. Breath of Life, 1992
20. Lay All Your Love on Me, 1992
21. SOS, 1992
22. Take a Chance on Me, 1992
23. Voulez-Vous, 1992
24. Always, 1994
25. Run to the Sun, 1994
26. I Love Saturday, 1994
27. Stay with Me, 1995
28. Fingers & Thumbs (Cold Summer's Day), 1995
29. Rock Me Gently, 1996
30. In My Arms, 1997
31. Don't Say Your Love Is Killing Me, 1997
32. Rain Plus, 1997
33. Freedom, 2000
34. Solsbury Hill, 2003
35. Make Me Smile (Come Up and See Me), 2003

## Suppléments (2dDVD)

### Vidéos rares
1. Sometimes (Top Of The Pops Début), novembre 1986
2. In My Arms (U.S. Version), 1997
3. Sono Luminus (Acoustic Version), 1995
4. Too Darn Hot (Taken From Red Hot + Blue), 1990

### Extraits de concerts
1. Leave Me to Bleed (live, The Circus Tour), 1987
2. A Little Respect (live, The Innocents Tour), 1988
3. Supernature (live, Wild! Tour), 1989
4. Waiting for the Day (live, Phantasmagorical Tour), 1992
5. Fingers & Thumbs (Cold Summer’s Day) (live) (The Tiny Tour), 1996

### Interviews et documentaires promotionnels
1. Interview de Vince Clarke pour la promotion de l'album Chorus, 1991
2. Interview de Vince Clarke et Andy Bell pour la promotion de la compilation Pop! The First 20 Hits, 1992
3. Documentaire pour la promotion de l'album I Say I Say I Say, 1994
4. Documentaire pour la promotion de l'album Erasure, 1995
5. Interview pour la promotion de l'album Cowboy, 1997
6. Interview pour la promotion de la compilation Hits! The Very Best of Erasure, 2003

### Bonus cachés
1. Wooden Heart (live)
2. Oh l'amour (original video clip)
3. Who Needs Love Like That (Hamburg mix)